# 처녀들의 저녁식사
《처녀들의 저녁식사》는 장군의 아들, 개벽, 김의 전쟁 등의 작품으로 조감독을 거친 임상수 감독의 데뷔작으로서, 1998년 10월 3일 개봉한 영화이다.

## 영화 설명
각기 다른 성격과 다른 직업을 가진 세 여성의 성담론을 심중하게 다룬 작품이다. 대한민국 여성들의 섹스관을 파격적으로 다뤄 논란이 있었지만, 세 주인공을 통해 변화된 현대 여성의 성 풍속을 사실적으로 이야기하고 있다. 이 영화로 1998년 청룡영화상 신인감독상과 신인여우상(김여진)을 수상했다.

## 기타
이 영화는 다루고 있는 내용 때문에 주연 배우들의 노출 장면이 많다. 특히 주연 배우 진희경과 김여진, 조재현 등이 올 누드의 과감한 연기를 펼친 바 있다. 2002년에 노컷 판이 다시 출시되었다.

## 등장인물

### 주인공
- 호정 : 강수연
- 연 : 진희경
- 순 : 김여진

### 주조연 인물
- 영작 : 조재현
- 규식 : 설경구
- 창윤 : 남명렬

### 그 외 인물
- 마티즈 사내 : 김경익
- 껍데기집 사내 : 김응수
- 섹스샵 주인 : 조상건
- 호텔 지배인 : 이인철
- 부동산 아저씨 : 신철진
- 사복 형사 : 정진각
- 연이 모 : 이인옥
- 호정 모 : 원미원
- 노동 사무소 직원 : 주부진
- 간통 고소 여인 : 노현정
- 산부인과 의사 : 신정호
- 말총머리 사내 : 이광섭
- 추행범 : 강승용
- 순경 : 김호진
- 선본 사내 : 신용욱
- 엠브란스 간호사 : 정명숙
- 옥탑방 여자 : 한성란
- 이장 : 박병배
- 구조원 : 김광수
- 로프맨 1 : 박희섭
- 로프맨 2 : 이은식

## 제작진
- 감독, 각본 : 임상수
- 조감독 : 김광중
- 연출부 : 허민석, 김태경
- 스크립터 : 정명숙
- 촬영 : 홍경표
- 촬영팀 : 조기영, 조영, 오경환, 김무유
- 조명 : 김계중
- 조명부 : 박민, 유영종, 박종철, 유재규, 박준용, 이정민
- 스틸 : 원지현, 김명호
- 제작 : 차승재
- 프로듀서 : 김재원
- 제작실장 : 윤상오, 임희철
- 제작부 : 김동환
- 동시녹음 : 이영길
- 음향 : 오원철
- 음악 : 문준호
- 미술 : 오재원, 정은영
- 분장 : 이경자
- 의상 : 박정원, 황인자
- 편집 : 경민호
- 색보정 : 이용기
- 마케팅 : 이현순, 임혜경
- 현상 : 김효원, 우대현, 헐리우드 현상소
- 제2카메라 : 석형진, 김영호
- 제2촬영부 : 최진규, 김영래, 노진규, 이문열, 고명훈
- 미술팀 : 이경혜, 피승아
- 분장팀 : 김진숙, 김민선
- 아비드엔지니어 : 문인대
- 네가컷팅 : 길혜영
- 녹음부 : 선훈, 조남길, 최병화
- 음악스탭 : 이승, 채경훈, 김선중, IZ
- 사운드 디자이너 : 이인규
- 사운드 엔지니어 : 최태영, 김영록
- 폴리 아티스트 : 김준오
- 포스터 : 원지현, 김명호
- 홍보 : 최선중, 홍선영
- 스테디캠 : 여경보, 김만상
- 발전차 : 조성민
- 운송 : 김기광
- 인화 : 안지훈, 배태주
- 자막 : 주광동
- 회계 : 박수경, 최선희
- 디자인 : Link M&D
- 보조출연 : 맥 Ent.

## 제작사
- 우노필름 (제작)
- 삼성 픽쳐스 (배급)